# Kavar (Fars)
Kavār (farsi کوار) è una città dello shahrestān di Kavar, circoscrizione Centrale, nella provincia di Fars. Aveva, nel 2006, una popolazione di 22.158 abitanti. 